# Arena rock
L'arena rock (detto anche stadium rock, anthem rock, corporate rock, industry rock e pomp rock) è un genere di musica rock sviluppatosi negli Stati Uniti a partire dagli anni settanta.

## Storia
Le necessità emerse a metà degli anni 70 di avere maggiore potenza nei sistemi di amplificazione audio, portarono all'uso di spazi sempre più grandi, con l'uso di fumo, fuochi d'artificio e spettacoli di illuminazione sofisticati, che diventeranno elementi classici dell'arena rock.

## Caratteristiche
L'arena rock è un tipo di hard rock, influenzato da power pop, rock progressivo e heavy metal, concepito per essere suonato dal vivo in grandi arene e stadi. Si tratta di un'evoluzione del rock in senso melodico e commerciale, con caratteristiche più orecchiabili e radio-friendly (rivolte a un pubblico relativamente ampio raggiungibile tramite una vasta diffusione radio): cori melodici e trascinanti, ritmi semplici, presenza frequente di tastiere e produzioni di migliore qualità, introducendo anche le cosiddette power ballad. Fra i suoi esponenti si contano i Kansas definiti i padri fondatori dell'arena rock, i Queen, gli Styx, i Toto, i  Journey, i Foreigner, REO Speedwagon, i Boston, gli Angel, gli Zion, gli Starcastle e gli Allies.
Il termine arena rock viene talvolta considerato un sinonimo di album-oriented rock (AOR), sebbene essi rappresentino due concetti solo parzialmente sovrapponibili.